# ورزشگاه شهدای ارتش شیراز
ورزشگاه شهدای ارتش شیراز با ظرفیت ۲۰ هزار نفر می باشد که سابقاً (با اسم تاجگذاری) مسابقات مهم در آن انجام می‌گرفت این استادیوم در یک پادگان متعلق به ارتش واقع شده است.	استان فارس، شیراز، بولوار ارتش